# Saint-Martin-de-Varreville
Pour les articles homonymes, voir Saint-Martin.
Saint-Martin-de-Varreville est une commune française, située dans le département de la Manche en région Normandie, peuplée de 170 habitants

## Géographie

### Localisation
Les communes limitrophes sont Audouville-la-Hubert, Saint-Germain-de-Varreville, Turqueville et Sainte-Mère-Église.

### Hydrographie
La commune est située dans le bassin Seine-Normandie. Elle est drainée par le cours d'eau 01 de la commune d'Audouville la Hubert, le canal 01 de la commune de Saint-Martin-de-Varreville et le fossé 01 de la commune de Saint-Martin-de-Varreville,,.

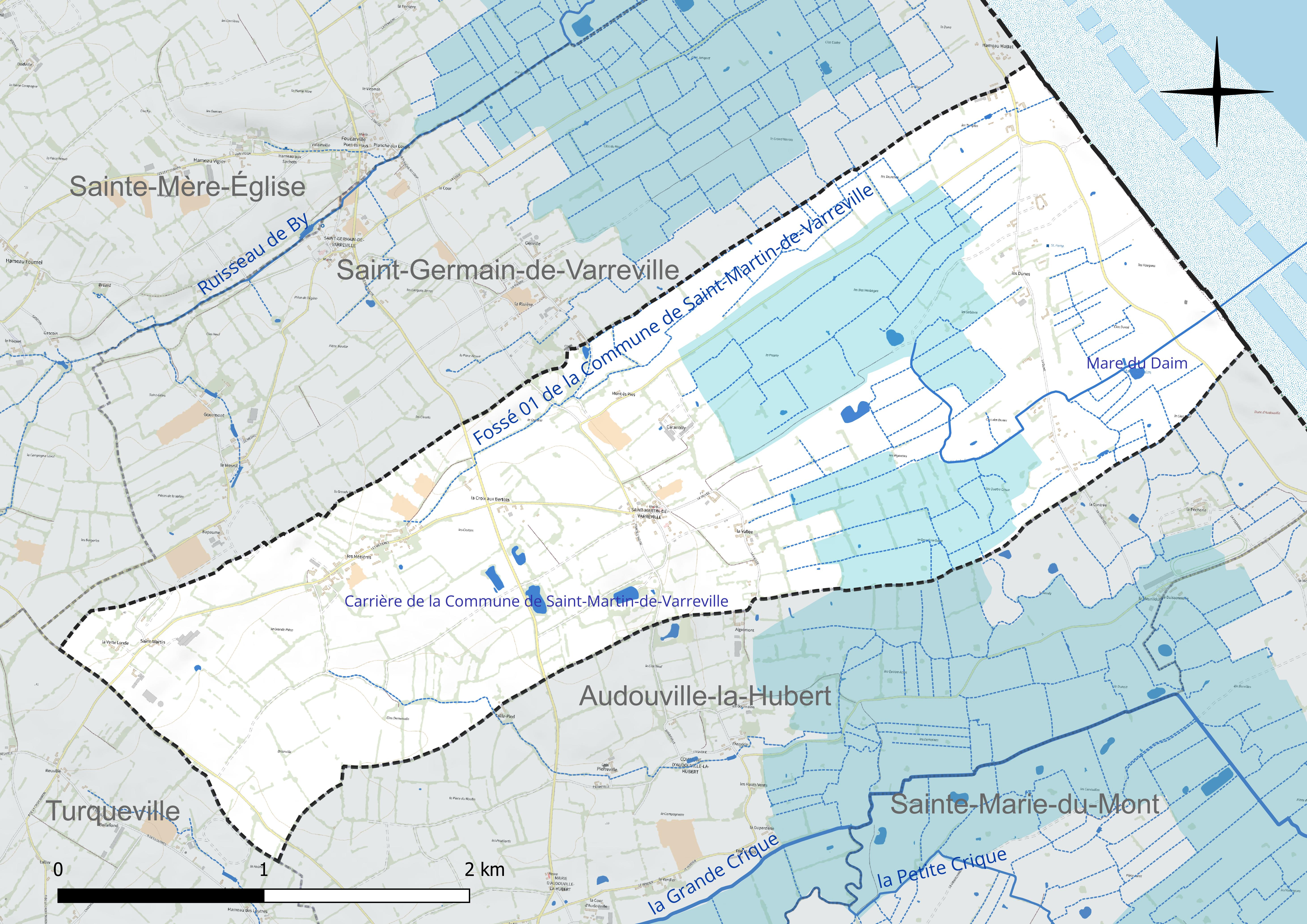
Réseau hydrographique de Saint-Martin-de-Varreville.

Deux plans d'eau complètent le réseau hydrographique : la carrière de la commune de Saint-Martin-de-Varreville (0,9 ha) et la mare du Daim (0,3 ha),.

### Climat
Pour des articles plus généraux, voir Climat de la Normandie et Climat de la Manche.
En 2010, le climat de la commune est de type climat océanique franc, selon une étude du CNRS s'appuyant sur une série de données couvrant la période 1971-2000. En 2020, Météo-France publie une typologie des climats de la France métropolitaine dans laquelle la commune est exposée à un climat océanique et est dans la région climatique  Normandie (Cotentin, Orne), caractérisée par une pluviométrie relativement élevée (850 mm/a) et un été frais (15,5 °C) et venté. Parallèlement le GIEC normand, un groupe régional d’experts sur le climat, différencie quant à lui, dans une étude de 2020, trois grands types de climats pour la région Normandie, nuancés à une échelle plus fine par les facteurs géographiques locaux. La commune est, selon ce zonage, exposée à un « climat maritime », correspondant au Cotentin et à l'ouest du département de la Manche, frais, humide et pluvieux, où les contrastes pluviométrique et thermique sont parfois très prononcés en quelques kilomètres quand le relief est marqué.
Pour la période 1971-2000, la température annuelle moyenne est de 11,3 °C, avec une amplitude thermique annuelle de 10,7 °C. Le cumul annuel moyen de précipitations est de 799 mm, avec 13,8 jours de précipitations en janvier et 6,8 jours en juillet. Pour la période 1991-2020, la température moyenne annuelle observée sur la station météorologique la plus proche, située sur la commune de Sainte-Marie-du-Mont à 5 km à vol d'oiseau, est de 11,6 °C et le cumul annuel moyen de précipitations est de 890,0 mm,. Pour l'avenir, les paramètres climatiques de la commune estimés pour 2050 selon différents scénarios d’émission de gaz à effet de serre sont consultables sur un site dédié publié par Météo-France en novembre 2022.

### Milieux naturels et biodiversité
- Plage de sable fin.
- Dunes.
- Nombreux étangs dans les anciennes carrières.

## Urbanisme

### Typologie
Au 1er janvier 2024, Saint-Martin-de-Varreville est catégorisée commune rurale à habitat très dispersé, selon la nouvelle grille communale de densité à sept niveaux définie par l'Insee en 2022.
Elle est située hors unité urbaine et hors attraction des villes,.
La commune, bordée par la Manche, est également une commune littorale au sens de la loi du 3 janvier 1986, dite loi littoral. Des dispositions spécifiques d’urbanisme s’y appliquent dès lors afin de préserver les espaces naturels, les sites, les paysages et l’équilibre écologique du littoral, tel le principe d'inconstructibilité, en dehors des espaces urbanisés, sur la bande littorale des 100 mètres, ou plus si le plan local d'urbanisme le prévoit.

### Occupation des sols
L'occupation des sols de la commune, telle qu'elle ressort de la base de données européenne d’occupation biophysique des sols Corine Land Cover (CLC), est marquée par l'importance des territoires agricoles (90,6 % en 2018), une proportion identique à celle de 1990 (90,6 %).
La répartition détaillée en 2018 est la suivante : prairies (51,1 %), zones agricoles hétérogènes (39,5 %), zones urbanisées (4,8 %), espaces ouverts, sans ou avec peu de végétation (4,6 %).

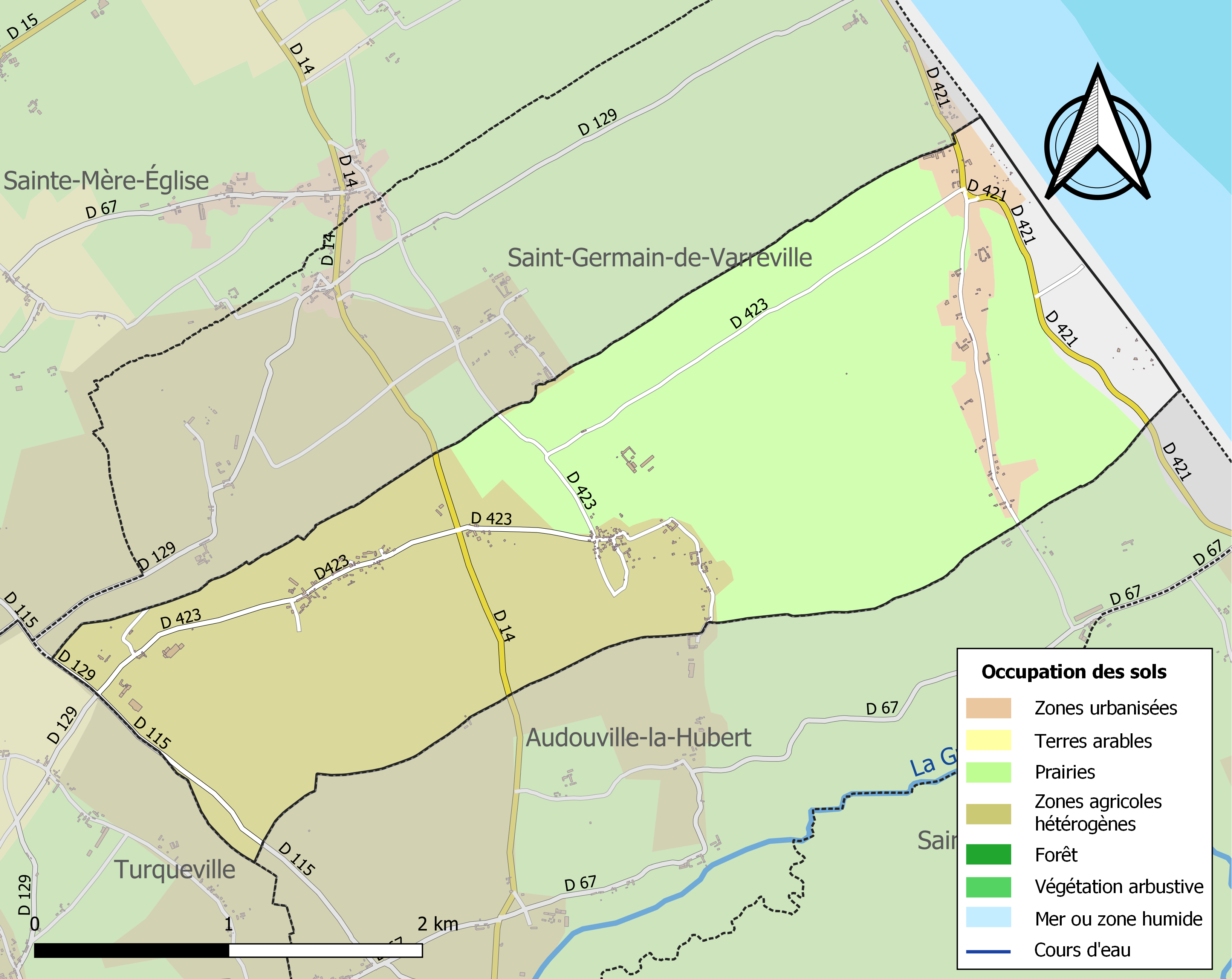
Carte des infrastructures et de l'occupation des sols de la commune en 2018 (CLC).

L'évolution de l’occupation des sols de la commune et de ses infrastructures peut être observée sur les différentes représentations cartographiques du territoire : la carte de Cassini (XVIIIe siècle), la carte d'état-major (1820-1866) et les cartes ou photos aériennes de l'IGN pour la période actuelle (1950 à aujourd'hui).

## Toponymie
Le nom de la localité est attesté sous les formes Sanctus Martinus de Wathredivilla entre 1045 et 1053, Saint Martin de Varville en 1793, Saint-Martin-de-Varreville en 1801.
Son hagiotoponyme et son église sont sous le vocable de saint Martin.
Varreville semble issu de l'anthroponyme germanique/anglo-saxon Watredus.

## Histoire

### Moyen Âge
Un Guillaume de Varreville accompagna le duc de Normandie, Robert Courteheuse à la première croisade (1095-1099). En 1141, un autre Guillaume de Varreville était aux côtés de Geoffroy Plantagenêt pour reprendre Cherbourg.

### Temps modernes
En 1567, les héritiers de Charlles Le Bas, pour le fief de Bourlandes, vicomté de Carentan, sont taxés de 9 livres dans le rôle du ban et d'arrière-ban de la vicomté de Coutances, effectué par Gilles Dancel, lieutenant général du bailli de Cotentin, les 20 et 22 octobre. Le fief de Bourlandes à Saint-Germain-de-Varreville et Saint-Martin-de-Varreville, qui valait un quart de fief de haubert, était tenu de la baronnie de la Luthumière à Brix.

### Époque contemporaine
Saint-Martin-de-Varreville était situé dans le secteur de débarquement d'Utah Beach. Le cordon littoral avait été isolé par l'inondation de zones marécageuses et n'était relié au continent que par quelques routes. Les Alliés décidèrent donc une opération aéroportée la nuit précédant le débarquement pour prendre les sorties de plages. Sur la commune se trouvait également une batterie d'artillerie allemande, un des éléments du mur de l'Atlantique. La 101e division aéroportée américaine sauta donc dans les environs de Saint-Martin-de-Varreville, elle prit la batterie mais celle-ci ne contenait pas les canons attendus. Elle sécurisa également la sortie des plages.
Dans les semaines qui suivirent, Utah Beach restera une zone importante de débarquement de troupes et matériels, même après la bataille de Cherbourg.
Le général Leclerc et ses hommes débarquèrent sur la plage le 1er août 1944.

## Politique et administration

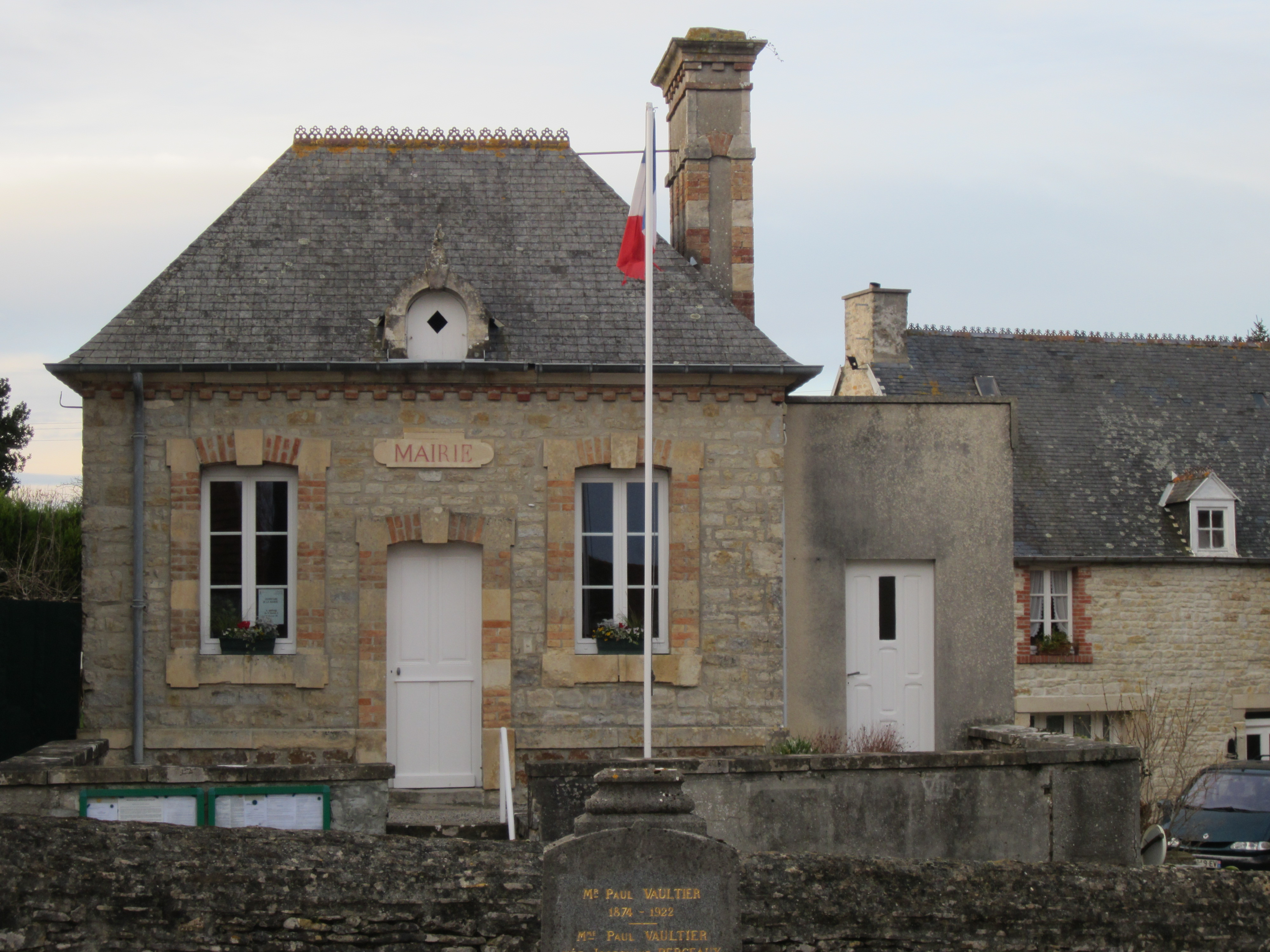
La mairie.

| Période                                  | Période  | Identité              | Étiquette | Qualité       |
| ---------------------------------------- | -------- | --------------------- | --------- | ------------- |
| 1961                                     | 1983     | Paul Vaultier         |           |               |
| 1983                                     | 1985     | Paul Vaultier (fils)  |           |               |
| juin 1995                                | En cours | Ghyslène Lebarbenchon | SE        | Mère au foyer |
| Les données manquantes sont à compléter. |          |                       |           |               |

## Démographie
L'évolution du nombre d'habitants est connue à travers les recensements de la population effectués dans la commune depuis 1793. Pour les communes de moins de 10 000 habitants, une enquête de recensement portant sur toute la population est réalisée tous les cinq ans, les populations de référence des années intermédiaires étant quant à elles estimées par interpolation ou extrapolation. Pour la commune, le premier recensement exhaustif entrant dans le cadre du nouveau dispositif a été réalisé en 2008.
En 2022, la commune comptait 170 habitants, en évolution de −9,57 % par rapport à 2016 (Manche : −0,31 %, France hors Mayotte : +2,11 %).
| 1793 | 1800 | 1806 | 1821 | 1831 | 1836 | 1841 | 1846 | 1851 |
| ---- | ---- | ---- | ---- | ---- | ---- | ---- | ---- | ---- |
| 413  | 507  | 522  | 541  | 501  | 515  | 480  | 509  | 510  |

| 1856 | 1861 | 1866 | 1872 | 1876 | 1881 | 1886 | 1891 | 1896 |
| ---- | ---- | ---- | ---- | ---- | ---- | ---- | ---- | ---- |
| 504  | 471  | 469  | 414  | 379  | 369  | 348  | 340  | 332  |

| 1901 | 1906 | 1911 | 1921 | 1926 | 1931 | 1936 | 1946 | 1954 |
| ---- | ---- | ---- | ---- | ---- | ---- | ---- | ---- | ---- |
| 297  | 325  | 305  | 262  | 291  | 269  | 263  | 246  | 257  |

| 1962 | 1968 | 1975 | 1982 | 1990 | 1999 | 2006 | 2008 | 2013 |
| ---- | ---- | ---- | ---- | ---- | ---- | ---- | ---- | ---- |
| 238  | 229  | 183  | 178  | 169  | 155  | 196  | 208  | 198  |

| 2018 | 2022 | - | - | - | - | - | - | - |
| ---- | ---- | - | - | - | - | - | - | - |
| 174  | 170  | - | - | - | - | - | - | - |

## Économie
La commune se situe dans la zone géographique des appellations d'origine protégée (AOP) Beurre d'Isigny et Crème d'Isigny.

## Culture locale et patrimoine

### Lieux et monuments
- Église Saint-Martin d'origine romane (XIe, XIVe – XVe siècles), inscrite en 1986 à l'IGPC[30], avec un porche roman et modillons amusants de la nef des XIe et XIIe siècles. Elle abrite entre autres un des plus beaux lutrins en chêne du Cotentin, une Vierge à l'Enfant assise du XVe siècle en albâtre classée en 1980 au titre objet aux monuments historiques[31].
- Ferme manoir La Verte-Londe, encore habité par la famille de La Londe originaire du Calvados.
- Ferme Les Dunes, importante ferme qui offre une singulière et immense entrée couverte d'une charpente en bois.
- Ferme manoir de Carantilly (XVIIe et XVIIIe siècles), inscrite à l'IGPC[32], énorme bâtiment sur une cour entourée de communs monumentaux, ce manoir conserve de belles cheminées ; un escalier de pierre avec une rampe sculptée ; un clocheton. On peut voir encore quelques arcades de la chapelle privée, détruite il y a longtemps.
- Ferme manoir la Vallée (XVIIIe siècle), inscrite à l'IGPC[33].
- Ferme manoir du Village des Mezières.
- Anciens blockhaus allemands dans le cadre du Mur de l'Atlantique.
- Monument Leclerc.

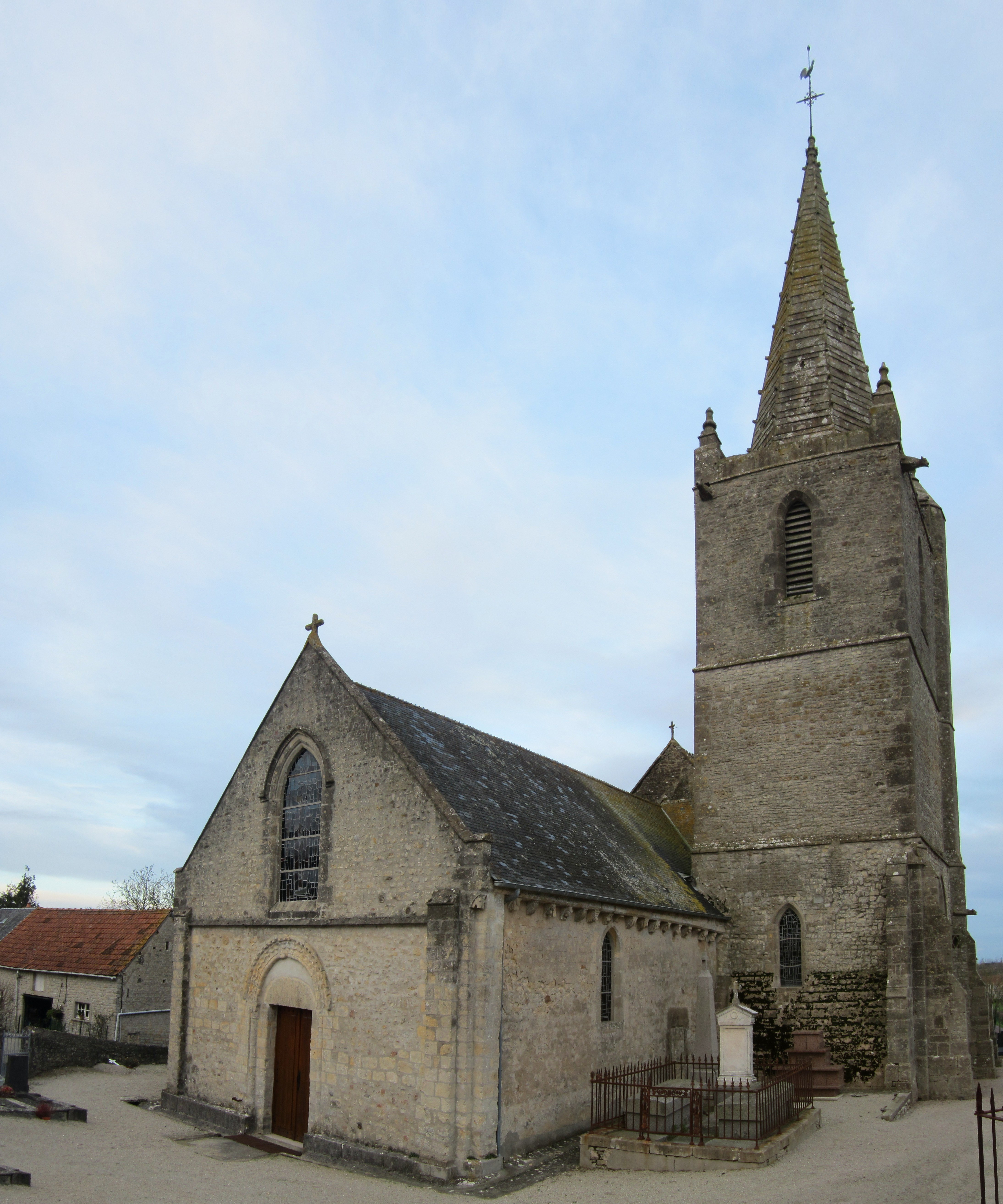
L'église.
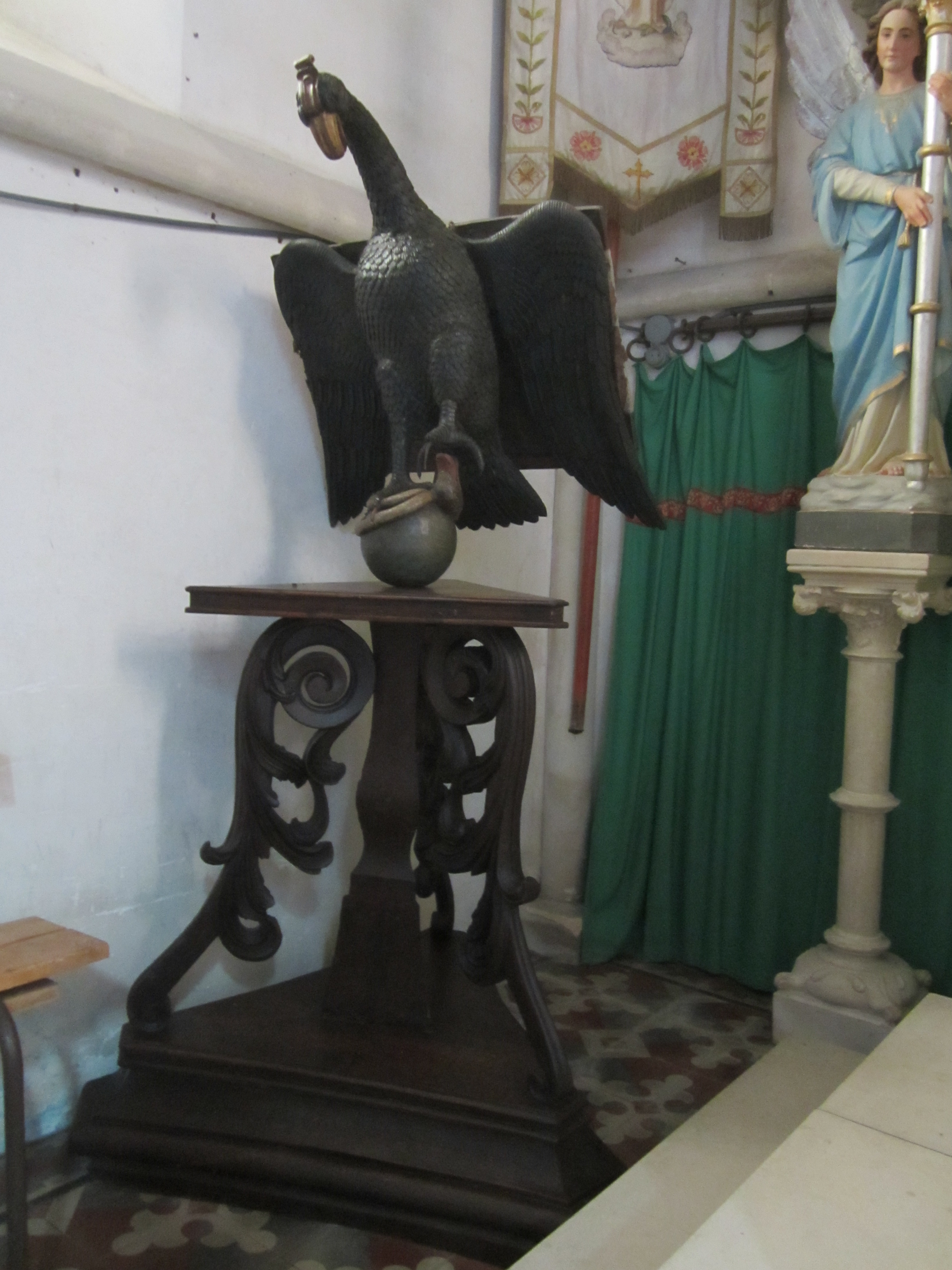
L'aigle-lutrin.
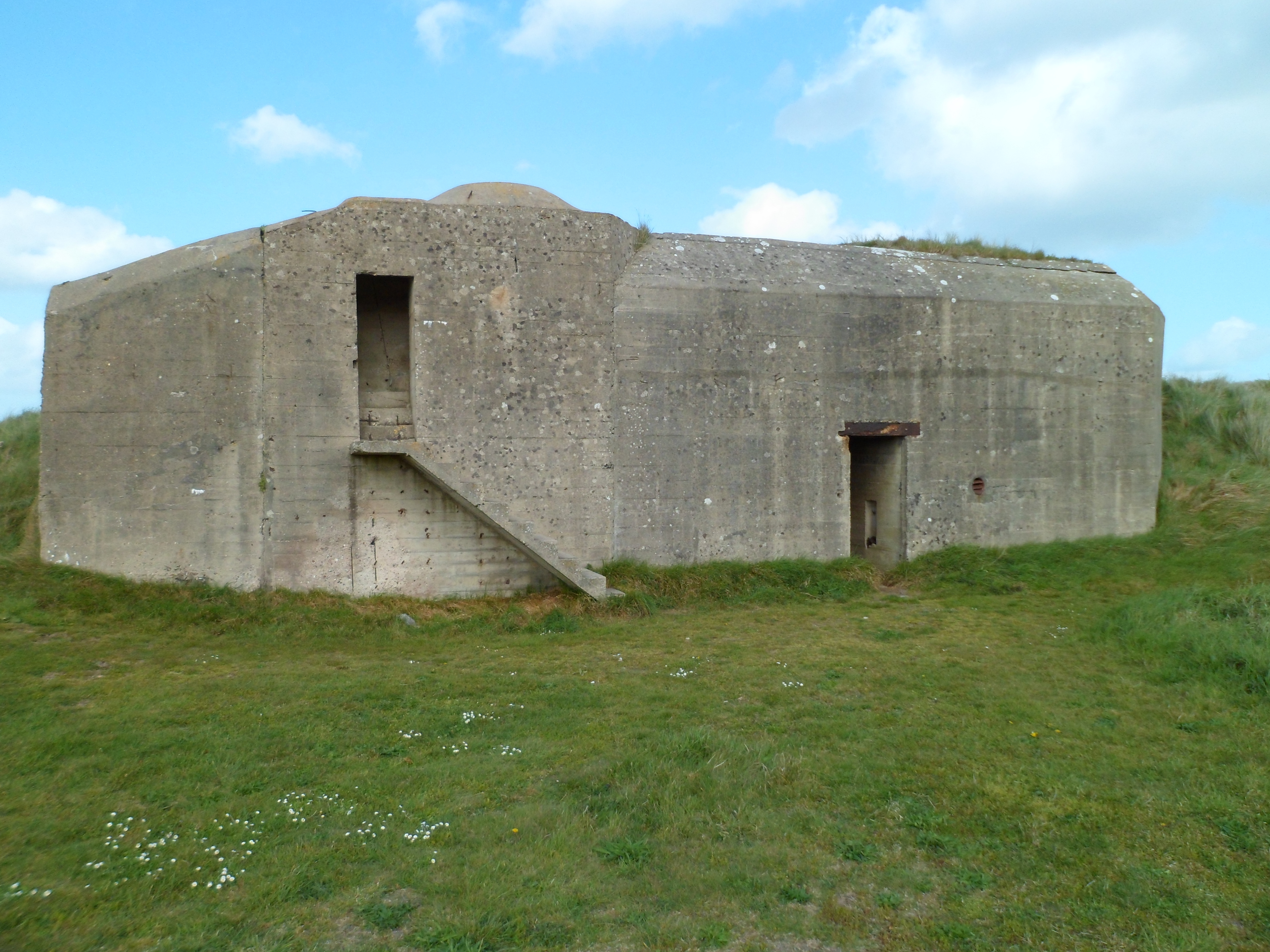
La batterie de Saint-Martin-de-Varreville sur Utah Beach.